# Potenciometria
La potenciometria és una tècnica electroanalítica quantitativa amb la qual es pot determinar la concentració d'una espècie electroactiva en una dissolució aplicant un elèctrode de referència (un electrode amb un potencial constant amb el temps i conegut) i un elèctrode de treball (un elèctrode sensible a l'espècie electroactiva).
Existeixen electrodes de treball de diferents tipus útils per diferents cations o anions. Cada cop són més usats els electrodes selectius d'ions (ESI) o electrodes de membrana. Un dels més usats, que es van començar a utilitzar a principis de segle xx, és l'electrode de ph (un electrode de vidre).

## Tipus
La potenciometria és la tècnica més habitual de les tècniques d'electroanalítiques, especialment en un laboratori clínic, però hi ha alteres tècniques:
- Amperometria: Calcula la intensitat elèctrica.
- Voltometria: Calcula el potencial elèctric.
- Coulometria: Calcula la càrrega elèctrica.

Dins del potenciòmetre hi ha diferents tipus d'elèctrodes:
- Elèctrode metàl·lic.
- Elèctrode de membrana cristal·lina.
- Elèctrode de vidre.
- Elèctrode de membrana líquida.
- Elèctrode de membrana polimèrica.

## Instrumentació
Elèctrode
És la peça clau del potenciometre, pot ser simple o conviat (entre dos electrodes, un de referència i un altre de mesura que és el que entra en contacte a la mostra.)
Voltímetre
És el sistema de registre, pot mesurar el potencial elèctric (voltametria) o bé la diferència de potencial (potenciometria).
Sensor CAT
(Conductivitat elèctrica, Activitat iònica, Temperatura de la mostra) Corregeix el tres paràmetres esmentats prèviament que formen el seu nom a l'hora de donar el resultat.
Cables de connexió
Hi ha els que connecten l'elèctrode al potenciòmetre i el que connecta el potenciòmetre al cable elèctric.